# Miasto zaginionych dzieci
Miasto zaginionych dzieci – film fantastyczny produkcji francusko-hiszpańsko-niemieckiej wyreżyserowany wspólnie przez Jean-Pierre’a Jeuneta (który jest również współautorem scenariusza) oraz Marca Caro. Jedną z głównych ról gra amerykański aktor Ron Perlman. Film zdobył Césara 1996 za scenografię.

## Fabuła
Akcja rozgrywa się na środku morza, na platformie położonej na starym polu minowym. Mieszka tam rodzina, którą sobie stworzył pewien szalony naukowiec (Dominique Pinon – jedna z ról) nie mogący znieść samotności. Niestety eksperyment nie powiódł się. Jego żona - Mademoiselle Bismuth - okazała się karłem (Mireille Mossé), młodsi synowie – klony, których Oryginałem jest on sam (Dominique Pinon – kolejne role) – nagle zasypiają w najmniej oczekiwanych momentach, a najstarszy z rodzeństwa - Krank (Daniel Emilfork) cierpi na niespotykaną przypadłość - brak marzeń sennych w czasie snu, co sprawia, że bardzo szybko się starzeje. Po wygnaniu przez rodzinę ich „stwórcy”, zdesperowany Krank, chcąc za wszelką cenę zacząć śnić, porywa co jakiś czas dzieci z pobliskiego portu i podłącza je do maszyny kradnącej ludzkie marzenia senne.
Jednak na poszukiwanie jednego z porwanych dzieci rusza One (Ron Perlman), któremu towarzyszy mała Miette (Judith Vittet). Porwano mu jego przybranego brata - Denree (Joseph Lucien).

## Obsada
| Aktor                  | Rola                 |
| ---------------------- | -------------------- |
| Ron Perlman            | One                  |
| Daniel Emilfork        | Krank                |
| Judith Vittet          | Miette               |
| Dominique Pinon        | Oryginał/Klony       |
| Mireille Mossé         | Mademoiselle Bismuth |
| Genevieve Brunet       | La Pieuvre           |
| Odile Mallet           | La Pieuvre           |
| Jean-Claude Dreyfus    | Marcello             |
| Jean-Louis Trintignant | Wujek Irvin (głos)   |
| Buster Verbraeken      | Krank, lat 4         |
| Jérémie Freund         | Krank, lat 12        |
| Joris Geneste          | Krank, lat 36        |
| Michel Motu            | Krank, lat 45        |
| Babeth Etienne         | Miette, lat 37       |
| Rachel Boulenger       | Miette, lat 43       |
| Nane Germon            | Miette, lat 82       |
| Philippe Beautier      | Klon                 |
| Jean-Philippe Labadie  | Klon                 |
| Marc Amyot             | Klon#2               |
| Cyril Aubin            | Klon#4               |
| Bruno Journée          | Klon#5               |
| Serge Merlin           | Przywódca Cyklopów   |
| Daniel Adric           | Cyklop               |
| Rufus                  | Peeler               |
| Ticky Holgado          | Ex-acrobat           |
| Joseph Lucien          | Denree               |
| Mapi Galan             | Lune                 |
| Briac Barthelemy       | Bottle               |
| Pierre-Quentin Faesch  | Pipo                 |
| Marie Piémontèse       | Striptizerki         |
| Angélique Philibert    | Striptizerki         |
| Enrique Villanueva     | Hiszpan              |
| Dominique Chevalier    | Zajęty strażnik      |
| Lorella Cravotta       | Żona strażnika       |
| François Hadji-Lazaro  | Zabójca              |
| Dominique Bettenfeld   | Bogdan               |
| Julie Bernard          | Dzieci               |
| Valentin Simonet       | Dzieci               |
| Guillaume Billod-Morel | Dzieci               |
| Léo Rubion             | Jeannot              |
| Alexis Pivot           | Kijanka              |
| Marc Caro              | Brat Ange-Joseph     |
| Thierry Gibault        | Brutus               |
| Bezak                  | Sternik              |
| Gabrielle Forest       | Dziennikarka         |
| Christophe Salengro    | Żołnierze            |
| Eric Houzelot          | Żołnierze            |
| Rene Pivot             | Szklarz              |
| Frankie Pain           | Barmanka             |
| René Marquant          | Kapitan              |
| Michel Smolianoff      | Przebudzony tramp    |
| Ham-Chau Luong         | Tatuażysta           |
| Hong Maï Thomas        | Żona tatuażysty      |
| Lotfi Yahya Jedidi     | Melchior             |
| Cris Huerta            | Ojciec               |
| Lili Cognard           | Zwycięzca            |